# Епархия Сан-Педро-эн-Кот-д’Ивуара
Епархия Сан-Педро-эн-Кот-д’Ивуара (лат. Dioecesis Sancti Petri in Litore Eburneo) — епархия Римско-Католической церкви с центром в городе Сан-Педро, Кот-д’Ивуар. Епархия Сан-Педро-эн-Кот-д’Ивуара входит в митрополию Ганьоа. Кафедральным собором епархии Сан-Педро-эн-Кот-д’Ивуара является церковь святого Петра.

## История
23 октября 1998 года Римский папа Иоанн Павел II выпустил буллу «Quo efficacius», которой учредил епархию Сан-Педро-эн-Кот-д’Ивуара, выделив её из епархии Ганьоа (сегодня — Архиепархия Ганьоа). В этот же день епархия Сан-Педро-эн-Кот-д’Ивуара вошла в митрополию Абиджана.
19 декабря 1994 года епархия Сан-Педро-эн-Кот-д’Ивуара вошла в митрополию Ганьоа.

## Ординарии епархии
- епископ Barthélémy Djabla (23.10.1989 — 21.07.2006 — назначен архиепископом Ганьоа);
- епископ Paulin Kouabenan N’Gname (1.03.2007 — 21.03.2008);
- епископ Jean-Jacques Koffi Oi Koffi (3.01.2009 — 8.04.2025 — назначен архиепископом Ганьоа).

## Источник
- Annuario Pontificio, Libreria Editrice Vaticana, Città del Vaticano, 2003, ISBN 88-209-7422-3
- Булла Quo efficacius  (лат.)